# Distrito electoral federal 17 de la Ciudad de México
El XVII Distrito Electoral Federal de Ciudad de México es uno de los 300 distritos electorales en los que se encuentra dividido el territorio de México y uno de los 24 en los que se divide Ciudad de México. Su cabecera es la alcaldía Cuajimalpa de Morelos.

## Distritaciones anteriores
El XVI Distrito de Ciudad de México (entonces Distrito Federal) fue creado en 1952 para la conformación de la XLII Legislatura del Congreso de la Unión, con Alfonso Martínez Domínguez como primer diputado federal por este distrito. Desde entonces, el XVI Distrito ha electo diputados de forma continua.

### Distritación 1978 - 1996
En la distritación de 1978, ocupó parte de los territorios de las delegaciones Benito Juárez, Miguel Hidalgo y Álvaro Obregón.

### Distritación 1996 - 2005
De 1996 a 2005 el XVII Distrito se formó por la totalidad de Cuajimalpa y por un sector de Álvaro Obregón, pero este último era un sector del norte de la delegación, en los límites con la de Miguel Hidalgo. Abarcó 156 secciones electorales.

### Distritación 2005 - 2017
Para la distritación de 2005 continúa abarcando las mismas delegaciones, con sector más amplio de Álvaro Obregón. Ocupó 188 secciones, con parte de su territorio rural ubicado en el Ajusco.

## Diputados por el distrito
| Diputado                              | Grupo parlamentario | Legislatura | Periodo     |
| ------------------------------------- | ------------------- | ----------- | ----------- |
| Alfonso Martínez Domínguez            |                     | XLII        | 1952 - 1955 |
| Alfonso Ituarte Servín                |                     | XLIII       | 1955 - 1958 |
| Gonzalo Peña Manterola                |                     | XLIV        | 1958 - 1961 |
| Gonzalo Castellot Madrazo             |                     | XLV         | 1961 - 1964 |
| Alejandro Carrillo Marcor             |                     | XLVI        | 1964 - 1967 |
| Raúl Noriega Ondovilla                |                     | XLVII       | 1967 - 1970 |
| Cuauhtémoc Santa Ana Senthe           |                     | XLVIII      | 1970 - 1973 |
| Humberto Mateos Gómez                 |                     | XLIX        | 1973 - 1976 |
| Héctor Hernández Casanova             |                     | L           | 1976 - 1979 |
| Rubén Figueroa Alcocer                |                     | LI          | 1979 - 1982 |
| Guillermo Dávila Martínez             |                     | LII         | 1982 - 1985 |
| Guillermo Fonseca Álvarez             |                     | LIII        | 1985 - 1988 |
| José Luis Luege Tamargo               |                     | LIV         | 1988 - 1991 |
| Everardo Javier Garduño y Pérez       |                     | LV          | 1991 - 1994 |
| Sebastián Lerdo de Tejada Covarrubias |                     | LVI         | 1994 - 1997 |
| Francisco De Souza Machorro           |                     | LVII        | 1997 - 2000 |
| Sara Guadalupe Figueroa Canedo        |                     | LVIII       | 2000 - 2003 |
| María Angélica Díaz                   |                     | LIX         | 2003 - 2006 |
| Aleida Alavez Ruiz                    |                     | LX          | 2006 - 2009 |
| María Areceli Vázquez Camacho         |                     | LXI         | 2009 - 2012 |
| Fernando Zárate Salgado               |                     | LXII        | 2012 - 2015 |
| Paola Félix Díaz                      |                     | LXIII       | 2015 - 2018 |
| Francisco Javier Saldívar Camacho     |                     | LXIV        | 2018 - 2021 |
| Jorge Triana Tena                     |                     | LXV         | 2021 - 2024 |
| Carlos Arturo Madrazo Silva           |                     | LXVI        | 2024 -      |

## Resultados electorales

### 2021
|  | 56.28 % |

|  | 33.48 % |

|  | 2.71 % |

|  | 2.03 % |

|  | 2.01 % |

|  | 0.89 % |

|  | 0.06 % |

|  | 2.50 % |

|  | 100.00 % |

### 2018
|  | 42.2014 % |

|  | 32.5562 % |

|  | 16.4732 % |

|  | 3.8818 % |

|  | 1.4860 % |

|  | 0.0676 % |

|  | 3.3334 % |

|  | 100.00 % |

### 2009
|  | 25.97 % |

|  | 14.27 % |

|  | 27.27 % |

|  | 8.48 % |

|  | 7.55 % |

|  | 4.10 % |

|  | 2.02 % |

|  | 0.33 % |

|  | 10.00 % |

|  | 100.00 % |

### 2006
|  | 27.63 % |

|  | 10.75 % |

|  | 48.63 % |

|  | 6.29 % |

|  | 4.13 % |

|  | 0.23 % |

|  | 2.34 % |

|  | 100.00 % |